# Medaglia d'onore del soldato
La medaglia d'onore del soldato (전사의 영예 훈장?) è un'onorificenza nordcoreana.

## Storia
Secondo la propaganda nordcoreana, l'istituzione della medaglia è stata proposta da Kim Il-sung: "Il 28 giugno, Juche 39 (1950), Kim Il-sung disse a un funzionario che avrebbe assegnato il titolo a coloro che avessero partecipato alla liberazione di Seul, con l'aggiunta di premiazioni che avrebbero dovuto essere conferite anche a soldati meritori". Secondo queste affermazioni, più tardi, quel giorno, chiese a un artista di creare il design della medaglia. Il giorno seguente, Kim "suggerì di inscrivere le lettere 'Per la patria' e un soldato con il fucile in mano nell'ordine e decorare la sua cornice con una stella di colore rosso". Approvò il progetto rivisto il giorno successivo e "lo gli diede il nome di Ordine d'Onore del Soldato".

## Classi
La medaglia dispone delle seguenti classi di benemerenza:
- I Classe
- II Classe

| Nastri    |          |
| II classe | I classe |

## Assegnazione
La medaglia viene assegnata a soldati e guerriglieri per premiare il coraggio dimostrato in combattimento o nella guida delle truppe in battaglia. È stato progettato sulla falsariga e viene assegnato con i criteri dell'Ordine della Guerra patriottica. Il governo concede una pensione del 50% a qualsiasi soldato permanentemente disabile in un'azione che abbia comportato l'assegnazione di questa onorificenza.
Durante la guerra di Corea la medaglia è stata concessa a 7972 coreani e 530 cinesi nella sua prima classe e a 112 170 coreani e 6349 cinesi nella II classe.

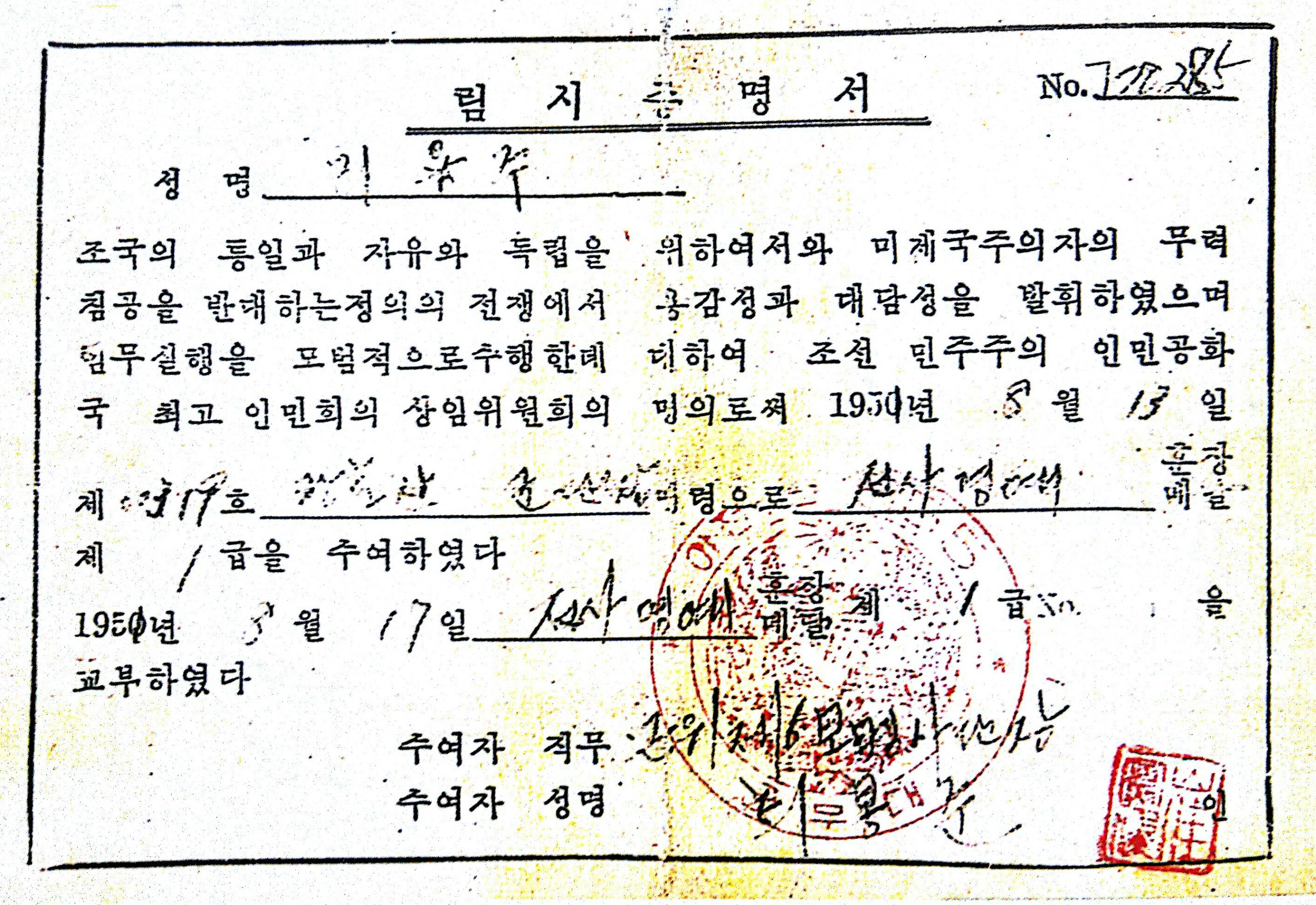
Documento di attestazione.

## Insegne

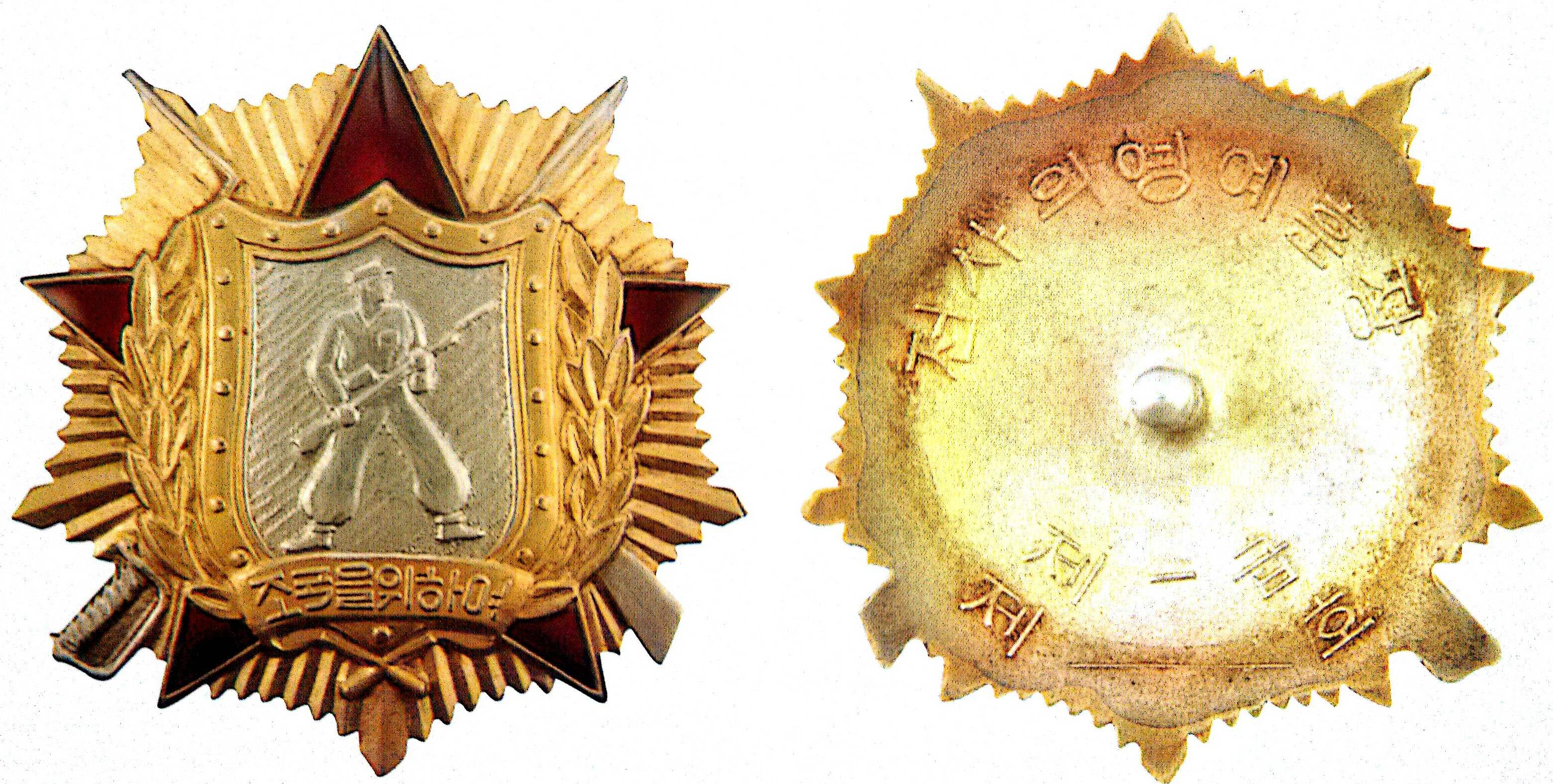
La medaglia di produzione sovietica assegnata negli anni '50.

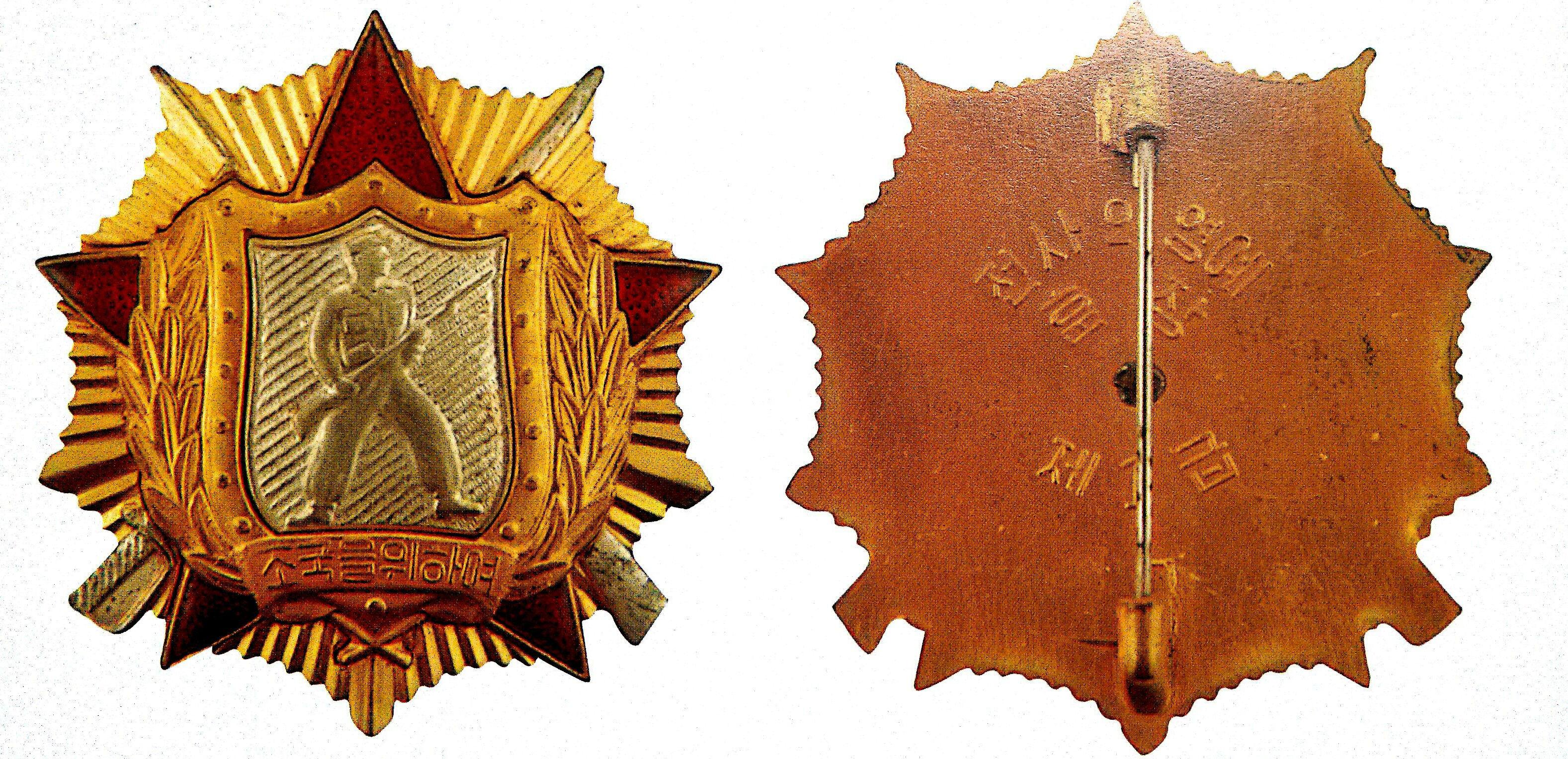
La medaglia di produzione nordcoreana assegnata dal 1960.

- Il design della medaglia è un'unione dei distintivi dell'Ordine della Stella rossa, sul quale è presente un soldato circondato da ghirlande, e dell'Ordine della Guerra patriottica, sul quale è presente una stella a cinque punte smaltata di rosso, realizzata in oro/argento, con raggi sullo sfondo e dietro una sciabola incrociata e un fucile. Fino ai tempi in cui la medaglia veniva prodotta in Unione Sovietica, sul rovescio della medaglia era presente una colonna per incidere il numero di serie della medaglia. Con il passaggio alla produzione nordcoreana, il campo del numero di serie è stato eliminato. La medaglia di produzione sovietica era in argento 925 placcato in oro e si attaccava agli abiti con una vite mentre quella di produzione nordcoreana è in rame placcato in oro e si attacca agli abiti con una spilla.

- Il nastro è blu con ai bordi una striscia rossa e una gialla e all'interno una striscia bianca per la I Classe e due per la II Classe.